# 타예 타이우
타예 이스마일라 타이우(영어: Taye Ismaila Taïwo, 1985년 4월 16일 ~ )는 나이지리아의 은퇴한 프로 축구 선수로, 마지막으로 핀란드 클럽 SalPa에서 레프트백로 활약했다.
가브로스와 로비 스타스에서 활약한 타이우는 마르세유에 합류하여 프랑스로 이주하여 리그 1, 쿠프 드 라 리그, 트로페 데 샹피옹에서 우승하며 성공적인 시즌을 보냈다. 그러나 세리에 A 클럽 AC 밀란에 합류한 후 타이우의 커리어는 쇠퇴했고, Goal.com은 "프랑스에서의 유망한 시기 이후 불행히도 레프트백이 사라졌고, 이는 그의 커리어의 정점이 되었다"라고 말했다.

## 구단 경력

### 마르세유
나이지리아 라고스에서 태어난 타이우는 나이지리아 클럽인 가브로스와 나이지리아 프로페셔널 풋볼 리그 팀인 로비 스타스에서 축구 경력을 시작했다. 2005년 1월 10일, 20세의 나이에 프랑스 클럽 마르세유와 3년 계약을 체결하고 이적료가 20만 유로에 달하는 것으로 알려졌다. 타이우는 바이에른 뮌헨으로 떠날 때 빅상트 리자라쥐가 남긴 공백을 메우기 위해 영입되었다. 타이우가 공식적으로 클럽으로 이적한 것은 1월 말이 되어서였다.
2005년 3월 12일, 필리프 트루시에 감독은 그를 1군 팀으로 불러 마르세유에서 데뷔 전을 치렀고, 경기에 선발 출전하여 61분 동안 뛰다가 교체되었다. 이 경기에서 클럽은 랑스를 상대로 2-1로 승리했다.

### AC 밀란

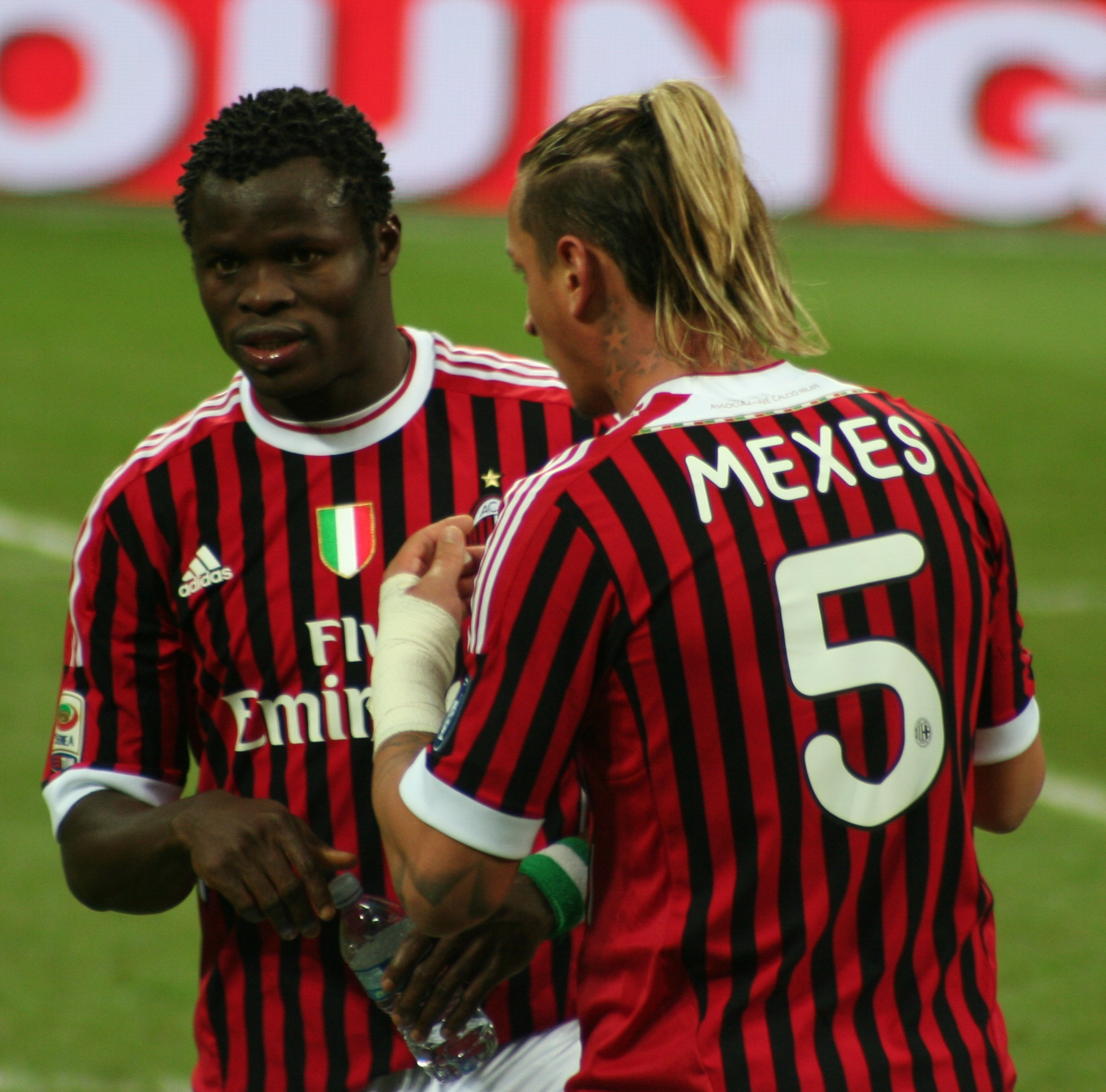
타이우는 2011년 12월 17일, AC 밀란과 시에나의 경기에서 팀 동료 필리프 멕세스와 준비 대화를 나누고 있다.

2011년 5월 9일, 마시밀리아노 알레그리 감독은 프랑스 수비수 필리프 멕세스와 함께 타이우와의 계약을 확정했다. 두 선수는 2011-12년 시즌 동안 AC 밀란에서 뛰기로 했다.
그러나 그는 발목 부상을 당해 한 달 동안 결장할 것으로 예상되었다. 타이우는 2011년 9월 24일, 체세나와의 홈 리그 경기에서 1-0으로 승리하며 클럽 데뷔 전을 치렀고, 결국 루카 안토니니와 교체되었다. 2011년 12월, 타이우는 프랑스 스포츠 신문 《레키프》와의 인터뷰에서 AC 밀란에서의 현재 경험에 대한 실망감을 표명하며 마시밀리아노 알레그리와의 문제와 교체 벤치에 배치된 경기 시간 부족에 대해 언급했다. 그 결과, 타이우는 모든 대회에서 6번의 선발 출전을 기록했으며, 결국 총 8경기에 출전했다. 교체 벤치에서 많은 시간을 보냈음에도 불구하고 타이우는 AC 밀란에 대한 헌신을 다시 한 번 강조했다.

#### 퀸스 파크 레인저스로의 임대
2012년 1월 24일, 퀸스 파크 레인저스는 시즌이 끝날 때까지 AC 밀란과 임대 계약을 맺고 약 350만 파운드의 이적료로 타이우를 영입했다. 클럽에 합류한 후, 그는 34번 유니폼을 받게 되었다. 퀸스 파크 레인저스로 이적한 타이우는 벤치에 앉기보다는 클럽에서 큰 영향을 미칠 것으로 기대한다고 말했다.
타이우는 퀸스 파크 레인저스에서 데뷔 전을 치렀으며, 2012년 2월 1일, 애스턴 빌라와의 경기에서 전체 경기를 선발로 출전했다. 그곳에서 그는 역할을 맡아 스티븐 워녹의 자책골을 이끌었고, 팀은 2-2로 비겼다. 퀸스 파크 레인저스에 합류한 이후, 그는 빠르게 1군에서 자리를 잡았고, 레프트백 포지션에서 활약했다. 그 후 타이우는 2012년 3월 21일, 리버풀과의 경기에서 팀의 두 번째 골을 넣으며 3-2 승리를 이끌었다. 이어서 선덜랜드와의 경기에서 3-1로 패한 프리킥 27야드 거리에서 환상적인 컬링 슛으로 퀸스 파크 레인저스의 첫 골을 기록했다. 시즌 마지막 경기에서 타이우는 경기 전체를 선발로 출전해 맨체스터 시티가 퀸스 파크 레인저스를 3-2로 이겼지만, 볼턴 원더러스가 스토크 시티를 이기지 못해 퀸스 파크 레인저스는 프리미어리그에서 살아남았다. 2011-12년 시즌이 끝날 무렵, 그는 15경기에 출전해 모든 대회에서 한 번씩 득점했다.
퀸스 파크 레인저스가 타이우를 영구 계약으로 영입하는 데 관심이 있고, 선수 본인도 구단에 남기를 원한다는 보도가 있었지만, 구단은 타이우를 영입하지 않기로 결정했고 그는 모 구단으로 복귀했다.

#### 디나모 키이우로의 임대
이전에 AC 밀란으로 돌아가고 싶지 않다고 말했던 타이우는 2012년 7월 31일, 우크라이나 클럽 디나모 키이우와 1년 임대 계약을 맺고 시즌 종료 시 영구 이적 옵션을 제공한다고 발표되었다. 클럽에 합류하자마자 그는 등번호 33번 유니폼을 받았다.

### 부르사스포르
2013년 7월 5일, 타이우는 튀르키예 클럽 부르사스포르와 3년 계약을 체결했다. 그는 새로 승격된 카디프 시티에 합류하여 프리미어리그로 이적했지만, 튀르키예로 이적하기로 결정했다. 클럽에 합류한 후 타이우는 등번호 3번 유니폼을 받았다.

### HJK 헬싱키
2015년 8월 23일, 타이우는 시즌 남은 기간 동안 핀란드 클럽 HJK 헬싱키에 1년 더 옵션으로 합류했다.

### 로잔 스포르
2017년 1월 30일, 타이우는 2016-17년 시즌이 끝날 때까지 로잔 스포르와 계약했다.

### AFC 에스킬스투나
2017년 8월 9일, 타이우가 남은 시즌 동안 알스벤스칸 클럽 AFC 에스킬스투나에 합류한다고 발표되었다.

## 국가대표팀 경력
2004년 초반까지 나이지리아 국가대표팀에 소집된 타이우는 2004년 11월 17일, 남아프리카 공화국과의 경기에서 2-1로 패한 경기에서 선발 출전하며 국가대표팀 데뷔 전을 치렀다.
2006년 1월, 타이우는 이집트에서 열린 2006년 아프리카 네이션스컵에 나이지리아 국가대표팀에 소집되었다. 그는 가나를 상대로 1-0 승리를 거두며 대회의 첫 골을 넣으며 대회를 잘 시작했다. 그 후 그는 나이지리아가 다음 두 경기에서 승리하는 데 기여하여 국가대표팀이 16강에 진출하는 데 기여했다. 타이우는 8강전에서 튀니지를 상대로 전체 경기를 치렀고, 이 경기에서 1-1 무승부 후 승부차기로 이어졌고, 승부차기에서 나이지리아가 6-5로 승리하며 승부차기를 성공적으로 전환했다. 이후 그는 3위 결정전에서 세네갈을 1-0으로 꺾고 대회 3위를 차지하는 데 기여했다.
1년 후인 2007년 6월 17일, 타이우는 나이지리아를 위해 중요한 역할을 했으며, 니제르를 상대로 3-1 승리를 거두며 2008년 아프리카 네이션스컵에 진출했다. 그 후 타이우는 2007년 11월 19일, 스위스를 상대로 1-0 승리를 거두며 나이지리아의 세 번째 골을 넣었다. 2007년 12월, 그는 대회 국가대표팀에 소집되었다. 타이우는 결국 다음 달에 23명의 국가대표팀에 합류했다. 그는 아프리카 네이션스컵에서 네 경기에 모두 선발 출전했으며, 나이지리아는 가나에 2-1로 패하며 8강에서 탈락했다.